# Wei Zifu
Wei Zifu (chinois traditionnel: 衛子夫; chinois simplifié: 卫子夫; pinyin: Wei Zǐfū) (décédée en 91 av. J.-C.), à titre posthume, connue sous le nom de l'impératrice Wu Si (孝武思皇后) ou Wei Si Hou (衛思后 "Wei du Réfléchi impératrice "), était une impératrice pendant la dynastie Han de la Chine antique. Elle était la seconde épouse du célèbre empereur Han Wudi, elle est restée comme l'impératrice pendant 38 ans, la deuxième plus longue dans l'histoire chinoise (juste derrière le règne de 42 ans de l'impératrice Wang, la femme de Wanli de la dynastie des Ming). Elle était la mère du prince héritier Liu Ju, la demi-sœur du général Wei Qing, la tante de Huo Qubing, et l'arrière grand-mère de l'empereur Han Xuandi.